# Luzhou (sockenhuvudort i Kina, Jiangxi Sheng, lat 28,21, long 114,84)
Luzhou är en sockenhuvudort i Kina. Den ligger i provinsen Jiangxi, i den sydöstra delen av landet, omkring 110 kilometer sydväst om provinshuvudstaden Nanchang. Antalet invånare är 12 588. Befolkningen består av 5 904 kvinnor och 6 684 män. Barn under 15 år utgör 20,0 %, vuxna 15-64 år 69 %, och äldre över 65 år 10,0 %.
Runt Luzhou är det tätbefolkat, med 266 invånare per kvadratkilometer. Närmaste större samhälle är Shishi, 8,7 km nordväst om Luzhou. I omgivningarna runt Luzhou växer huvudsakligen savannskog.
Genomsnittlig årsnederbörd är 2 214 millimeter. Den regnigaste månaden är maj, med i genomsnitt 382 mm nederbörd, och den torraste är oktober, med 45 mm nederbörd.